# Comnena (figlia di Alessio I di Trebisonda)
Comnena (fl. XIII secolo) era la moglie di Andronico I di Trebisonda. Il suo nome di battesimo è sconosciuto. Comnena è la forma femminile di "Comneno", il suo nome di famiglia.

## Famiglia
Era l'unica figlia conosciuta di Alessio I di Trebisonda e Teodora Axuchina. Tra i suoi fratelli figurano Giovanni I di Trebisonda e Manuele I di Trebisonda.
I suoi nonni paterni erano Manuele Comneno e Rusudan di Georgia. Il suo nonno materno era probabilmente Giovanni Axuch Comneno. Giovanni fu un imperatore rivale di Alessio III Angelo, che ebbe vita breve. Il 31 luglio 1200, Giovanni fu proclamato imperatore a Santa Sofia. Fu tradito e ucciso dai suoi stessi soldati, che disertarono per tornare al servizio di Alessio. Kelsey Jackson Williams in "A Genealogy of the Grand Komnenoi of Trebizond" lo chiama "Fat John". Williams ipotizza che la nonna materna di Comnena fosse figlia di Giovanni II Comneno e Piroska d'Ungheria.

## Imperatrice
Comnena sposò Andronico Gidon. La cronaca di Michele Panareto lo chiama "Gidon". L'origine di questo cognome è sconosciuta. L'articolo "Byzantine Trebizond: A Provincial Literary Landscape" (Trebisonda bizantina: un paesaggio letterario provinciale) di Jan Olof Rosenqvist suggerisce che potrebbe derivare dal nome di battesimo Guido, indicando origini italiane.
Un Andronicus Gidos è registrato da Niceta Coniata al servizio di Teodoro I Lascaris, imperatore di Nicea. Nel 1206, Andronico tese un'imboscata a una forza di trecento soldati dell'Impero latino a Tracheia, vicino a Nicomedia. La forza d'invasione era stata prestata da Enrico di Fiandra a Davide Comneno come parte della sua alleanza contro Teodoro I. Non si sa se questo Gidos fosse suo marito o un parente con lo stesso nome.
Il 1º febbraio 1222 morì Alessio I. A lui succedettero non i figli, ma il genero Andronico. Gidos era probabilmente un membro militare di spicco, mentre i suoi cognati erano ancora minorenni. Comnena fu l'imperatrice consorte, succedendo alla madre. Sembra che dal loro matrimonio siano nati dei figli. Andronico morì nel 1235, succeduto dal cognato Giovanni I di Trebisonda.

## Ascendenza
|                         |   |                        | Genitori              |  |  | Nonni |  |  | Bisnonni            |  |  | Trisnonni      |  |
|                         |   |                        |                       |  |  |       |  |  | Andronico I Comneno |  |  | Isacco Comneno |  |
|                         |   |                        |                       |  |  |       |  |  | Andronico I Comneno |  |  | Isacco Comneno |  |
|                         |   | Kata di Georgia        |                       |  |  |       |  |  | Andronico I Comneno |  |  |                |  |
| Manuele Comneno         |   |                        |                       |  |  |       |  |  | Andronico I Comneno |  |  |                |  |
|                         |   | …                      | …                     |  |  |       |  |  |                     |  |  |                |  |
|                         |   | …                      | …                     |  |  |       |  |  |                     |  |  |                |  |
|                         |   | …                      | …                     |  |  |       |  |  |                     |  |  |                |  |
| Alessio I di Trebisonda |   | …                      |                       |  |  |       |  |  |                     |  |  |                |  |
|                         |   | Giorgio III di Georgia | Demetrio I di Georgia |  |  |       |  |  |                     |  |  |                |  |
|                         |   | Giorgio III di Georgia | Demetrio I di Georgia |  |  |       |  |  |                     |  |  |                |  |
|                         |   | Giorgio III di Georgia | …                     |  |  |       |  |  |                     |  |  |                |  |
| Rusudan                 |   | Giorgio III di Georgia |                       |  |  |       |  |  |                     |  |  |                |  |
|                         |   | Burdukhan d'Alania     | Khuddan d'Alania      |  |  |       |  |  |                     |  |  |                |  |
|                         |   | Burdukhan d'Alania     | Khuddan d'Alania      |  |  |       |  |  |                     |  |  |                |  |
|                         |   | Burdukhan d'Alania     | …                     |  |  |       |  |  |                     |  |  |                |  |
| Comnena di Trebisonda   |   | Burdukhan d'Alania     |                       |  |  |       |  |  |                     |  |  |                |  |
|                         | … | …                      |                       |  |  |       |  |  |                     |  |  |                |  |
|                         | … | …                      |                       |  |  |       |  |  |                     |  |  |                |  |
|                         | … | …                      |                       |  |  |       |  |  |                     |  |  |                |  |
| …                       | … |                        |                       |  |  |       |  |  |                     |  |  |                |  |
|                         |   | …                      | …                     |  |  |       |  |  |                     |  |  |                |  |
|                         |   | …                      | …                     |  |  |       |  |  |                     |  |  |                |  |
|                         |   | …                      | …                     |  |  |       |  |  |                     |  |  |                |  |
| Teodora Axuchina        |   | …                      |                       |  |  |       |  |  |                     |  |  |                |  |
|                         |   | …                      | …                     |  |  |       |  |  |                     |  |  |                |  |
|                         |   | …                      | …                     |  |  |       |  |  |                     |  |  |                |  |
|                         |   | …                      | …                     |  |  |       |  |  |                     |  |  |                |  |
| …                       |   | …                      |                       |  |  |       |  |  |                     |  |  |                |  |
|                         |   | …                      | …                     |  |  |       |  |  |                     |  |  |                |  |
|                         |   | …                      | …                     |  |  |       |  |  |                     |  |  |                |  |
|                         |   | …                      | …                     |  |  |       |  |  |                     |  |  |                |  |
|                         |   | …                      |                       |  |  |       |  |  |                     |  |  |                |  |